# Gongpoquansaurus mazongshanensis
Gongpoquansaurus mazongshanensis es la única especie conocida del género extinto Gongpoquansaurus de dinosaurio ornitópodo hadrosauroideo basal, que vivió a mediados del período Cretácico, hace aproximadamente entre 129 a 114 millones de años durante el Barremiense y el Aptiense, en lo que es hoy Asia. No fue publicado formalmente hasta 2014, por lo que fue un nomen nudum por varios años. Es conocido a partir del espécimen IVPP V.11333, un cráneo y el esqueleto postcraneal parciales. Fue recolectado en 1992 en la localidad IVPP 9208-21, en estratos del Barremiense de la Formación Zhonggou, parte del Grupo Xinminbao, en Mazongshan, provincia de Gansu, China. El espécimen fue descrito y nombrado originalmente por Lü Junchang en 1997 como la tercera especie de Probactrosaurus, Probactrosaurus mazongshanensis. Tras su descripción, varios estudios encontraron que era menos derivado que la especie tipo de Probactrosaurus en relación con los Hadrosauridae. Por lo tanto, se sugirió de manera informal que Gongpoquansaurus podía ser el nombre de género de reemplazo para esta especie. En 2014, el género fue redescrito y se le dio su nombre oficial que significa "lagarto de Gongpoquan".